# Ignacio Guerra Pellegaud
Ignacio Guerra Pellegaud (México, 23 de febrero de 1933 — ibídem, 28 de abril de 2014) fue un empresario mexicano.
Fue fundador del Instituto Harvard (hoy Universidad del Valle de México) en 1960 y de la Universidad Tecnológica de México (UNITEC) en 1966, ambas son dos de las tres instituciones educativas privadas más grandes de México. Asimismo, fundó el Instituto Internacional de Investigación de Tecnología Educativa (INITE) en 1996, que en 15 años ha publicado más de 400 títulos y casi tres millones de ejemplares de libros, además de haber desarrollado modelos educativos y aplicaciones tecnológicas educativas de vanguardia. Se ha desempeñado como presidente de la Federación de Instituciones Mexicanas Particulares de Educación Superior (FIMPES) de 1983 a 1984 y como rector de la Universidad Tecnológica de México de 1966 a 1994.
Con su ferviente interés en la educación fundó en el año 2008 la Universidad Tecnológica Latinoamericana en Línea, cuya academia abarca Doctorado, Maestrías, Licenciaturas y Preparatoria con Validez Oficial, además de Másteres, Cursos y Diplomados impartidos